# Камбек, Логин Фёдорович
Логин Фёдорович Камбек (Луи-Александр Камбек, фр. Louis-Alexandre Cambecq; 26 декабря 1795  [6 января 1796], Дрезден — 30 мая [11 июня] 1859, Дерпт, Лифляндская губерния) — российский юрист французского происхождения, профессор Казанского университета; отец писателя Льва Камбека.

## Биография
Родился и вырос в Дрездене; сын преподавателя рисования, переселившегося в Саксонию ещё до революции. Позже вместе с овдовевшей матерью перебрался в Митаву. Службу начал 5 марта 1812 года канцеляристом губернского правления, но уже в январе 1813 года поступил в митавскую гимназию, которую в 1815 году окончил с отличием. Затем слушал лекции по праву в университетах Берлина (1815—1816) и Гёттингена (1816—1818). 30 июля 1820 года в Кёнигсбергском университете получил степень доктора прав. По возвращении около двух лет преподавал, затем служил в поместном суде Риги и вновь преподавал в Дерпте. Желая занять в Дерптском университете кафедру уголовного права, Камбек представил диссертацию pro venia legendi «Punnie, nulla antecedente lege minitabunda, an jure liceat?». Но за один из тезисов она была уничтожена, а чтение его лекций остановлено, после чего он занимал разные судебные должности. Занимал должность перновского секретаря и члена Дерптского магистрата (1824—1827), синдиката Дерптского магистрата и председателя местного фохтейского суда. 19 мая 1836 года назначен инспектором (директором? — см. « Энциклопедический словарь Брокгауза и Ефрона») Нижегородской гимназии.
18 августа 1837 года избран и 14 октября утвержден адъюнктом правоведения в казанский университет, с поручением преподавания пандект и местных прав. В 1838 году защитил диссертацию («Каким образом римское право сделалось в важнейших европейских государствах и господствующим и вспомогательным правом») на степень доктора прав, но 27 апреля 1839 года министр отказал в утверждении его в этой степени. В июне 1842 года получил строгое замечание попечителя за постоянные ходатайства о перемещениях. В январе 1849 года попечитель отказал Камбеку в испытании и в диспуте на степень доктора на немецком языке. В 1850 году предпринимал попытку перейти на службу в цензурное ведомство. 26 октября 1852 года утвержден в степени доктора юридических наук, а 15 июля 1853 года назначен на должность на должность ординарного профессора по кафедре римского права. 3 мая 1855 года перемещён на кафедру общенародного правоведения и дипломатии. Уволен от службы 10 ноября 1855 года. Умер в 1859 году по дороге из Дерпта в Санкт-Петербург. Женат с 1819 на Шарлотте Шмиден. Имел сына Камбека, Льва Логгиновича.

## Труды
- Cambecq, Louis Alexander. Dissertatio inauguralis de contractu aestimatorio … Ludovicus Alexander Cambecq.. — Königsberg, [1822]. — 16 lk
- Cambecq, Louis Alexander. Dissertation pro obtinenda venia legendi : Puniri, nulla antecedente lege minitabunda, an jure liceat?. — Dorpat, 1822
- Cambecq, Louis Alexander. Anleitung zum ordentlichen gerichtlichen Verfahren in bürgerlichen Rechtsstreitigkeiten in Liefland von Louis Alexander Cambecq.. — Dorpat : A. Sticinsky, 1824
- Cambecq, Louis Alexander. Der juristische Rathsfreund für Nichtjuristen / von Louis Cambecq. — Dorpat : A. Sticinsky, 1835
- Cambecq, Louis Alexander. Themis oder Rechtsstudium und Rechtspflege : Ein Handbuch für angehende praktische Rechtsgelehrte, mit besonderer Berücksichtigung vaterländischer Gesetze und des Gerichtsgebrauchs in Livland / verfasst von Dr. Louis Cambecq, Syndicus und Obergerichtsvoigt der Stadt Dorpat. — Dorpat : C. A. Kluge, 1835. — XVI, 376 lk. ; 20 cm.
- Конспект преподавания пандектов. — Казань, 1838.
- Учебная книга римского права, составленная для руководства при чтении лекций. — Казань, 1845.
- Der Concurs der Glaubiger nach russischen Gesetzen, dem Concurse der Romer und dem gemeinen Concursverfahren in Deutschland gegenubergestellt // Учен. Зап. Каз. унив. — 1845. — Т. III.
- Beitrage zur Zusammenstellung cines Cursus der rohmischen Rechtsgeschichte. — Казань, 1853.
- Опыт начертания гражданского судопроизводства по российским законам. — I. — Казань, 1848.